# Liste der Kulturdenkmale in Warthausen
In der Liste der Kulturdenkmale in Warthausen sind alle Bau- und Kunstdenkmale der Gemeinde Warthausen verzeichnet, die im „Verzeichnis der unbeweglichen Bau- und Kunstdenkmale und der zu prüfenden Objekte“ des Landesamts für Denkmalpflege Baden-Württemberg verzeichnet sind.
Diese Liste ist nicht rechtsverbindlich. Eine rechtsverbindliche Auskunft ist lediglich auf Anfrage bei der Unteren Denkmalschutzbehörde des Landkreises Biberach erhältlich.

## Allgemein
- Bild: Zeigt ein ausgewähltes Bild aus Commons, „Weitere Bilder“ verweist auf die Bilder im Medienarchiv Wikimedia Commons.
- Bezeichnung: Nennt den Namen, die Bezeichnung oder die Art des Kulturdenkmals.
- Lage: Straßenname und Hausnummer oder Flurstücknummer des Kulturdenkmals, gegebenenfalls auch den Ortsteil. Die Grundsortierung der Liste erfolgt nach dieser Adresse. Der Link (Karte) führt zu verschiedenen Kartendiensten mit der Position des Kulturdenkmals. Fehlt dieser Link, wurden die Koordinaten noch nicht eingetragen. Sind diese bekannt, können sie über ein Tool mit einer Kartenansicht einfach nachgetragen werden. In dieser Kartenansicht sind Kulturdenkmale ohne Koordinaten mit einem roten bzw. orangen Marker dargestellt und können durch Verschieben auf die richtige Position in der Karte mit Koordinaten versehen werden. Kulturdenkmale ohne Bild sind an einem blauen bzw. roten Marker erkennbar.
- Datierung: Baubeginn, Fertigstellung, Datum der Erstnennung oder grobe zeitliche Einordnung entsprechend des Eintrags in der zuständigen Denkmaldatenbank (Landesamt für Denkmalpflege Baden-Württemberg).
- Beschreibung: Kurzcharakteristik des Kulturdenkmals.

## Warthausen
| Bild           | Bezeichnung                                                                                | Lage                                         | Datierung        | Beschreibung                 | ID |
| -------------- | ------------------------------------------------------------------------------------------ | -------------------------------------------- | ---------------- | ---------------------------- | -- |
|                | 750-mm-Schmalspurbahn in Württemberg, Schmalspurstrecke Warthausen–Ochsenhausen („Öchsle“) | Warthausen, Gesamtes Gemeindegebiet          |                  | Geschützt nach § 12 DSchG    |    |
| Weitere Bilder | Bahnhof Warthausen                                                                         | Warthausen, Bahnhof 1 (Karte)                |                  | Geschützt nach § 12 DSchG    |    |
|                | Brunnenhaus                                                                                | Warthausen, Ehinger Straße 70 (Karte)        | 1714/1715        | Geschützt nach § 2 DSchG     | BW |
|                | Ehemaliges Franziskanerinnenkloster/Pförtnerhaus                                           | Warthausen, Kirchensteige 27 (Karte)         | frühes 18. Jhdt. | Geschützt nach § 2 DSchG     | BW |
|                | Ehemaliges Franziskanerinnenkloster/Weinkeller                                             | Warthausen, Bei Im Klösterle 2 (Karte)       | um 1700          | Geschützt nach § 2 DSchG     | BW |
|                | Ehemaliges Franziskanerinnenkloster/Stützmauern                                            | Warthausen, Bei Im Klösterle 2 und 6 (Karte) |                  | Geschützt nach § 2 DSchG     | BW |
|                | Gartenhaus                                                                                 | Warthausen, Im Klösterle 6 (Karte)           | 1768             | Geschützt nach §§ 28,2 DSchG | BW |
|                | Katholische Kirche St. Johannes Evangelista                                                | Warthausen, Kirchensteige 31 (Karte)         |                  | Geschützt nach §§ 28,2 DSchG | BW |
|                | Wegkreuz                                                                                   | Warthausen                                   | um 1880          | Geschützt nach § 2 DSchG     |    |
|                | Kriegerdenkmal                                                                             | Warthausen, Bei Kirchensteige 31 (Karte)     | 1920             | Geschützt nach § 2 DSchG     | BW |
|                | Pfarrhaus                                                                                  | Warthausen, Kirchensteige 33 (Karte)         | 1662             | Geschützt nach § 2 DSchG     | BW |
|                | Denkmal                                                                                    | Warthausen                                   | 1919             | Geschützt nach § 2 DSchG     |    |
|                | Sühnekreuz                                                                                 | Warthausen                                   | um 1500          | Geschützt nach § 2 DSchG     |    |
|                | Wegkreuz                                                                                   | Warthausen                                   | 1921             | Geschützt nach § 2 DSchG     |    |
|                | Wegkreuz                                                                                   | Warthausen                                   | 1886             | Geschützt nach § 2 DSchG     |    |
|                | Wegkreuz                                                                                   | Warthausen                                   | 1898             | Geschützt nach § 2 DSchG     |    |
|                | Wohnhaus                                                                                   | Warthausen, Kapellenstraße 3 (Karte)         | 1689             | Geschützt nach § 2 DSchG     | BW |
| Weitere Bilder | Schloss Warthausen                                                                         | Warthausen, Schloss Warthausen 1-4 (Karte)   | 1531             | Geschützt nach § 12 DSchG    |    |

## Birkenhard
| Bild | Bezeichnung        | Lage                                        | Datierung | Beschreibung              | ID |
| ---- | ------------------ | ------------------------------------------- | --------- | ------------------------- | -- |
|      | Bauernhof          | Birkenhard, Steigstraße 4 (Karte)           | um 1800   | Geschützt nach § 2 DSchG  | BW |
|      | Wegkreuz           | Birkenhard, bei Warthauser Straße 4 (Karte) | 1924      | Geschützt nach § 2 DSchG  | BW |
|      | Kapelle St. Joseph | Birkenhard, Warthauser Straße 12 (Karte)    | 1697      | Geschützt nach § 28 DSchG | BW |
|      | Bauernhaus         | Birkenhard, Warthauser Straße 15 (Karte)    | um 1800   | Geschützt nach § 2 DSchG  | BW |
|      | Wegkreuz           | Birkenhard                                  | um 1892   | Geschützt nach § 2 DSchG  |    |

## Höfen
| Bild | Bezeichnung                                 | Lage                                 | Datierung | Beschreibung              | ID |
| ---- | ------------------------------------------- | ------------------------------------ | --------- | ------------------------- | -- |
|      | Bahnhof                                     | Höfen, Barabein (Karte)              |           | Geschützt nach § 12 DSchG | BW |
|      | Bildstock                                   | Höfen, bei Hauptstraße 6             | um 1900   | Geschützt nach § 2 DSchG  |    |
|      | Kapelle                                     | Höfen, Hauptstraße 23 (Karte)        | wohl 1888 | Geschützt nach § 2 DSchG  | BW |
|      | Kapelle                                     | Höfen, bei Galmutshöfen 14 (Karte)   | um 1800   | Geschützt nach § 2 DSchG  | BW |
|      | Wegkreuz                                    | Höfen, Galmutshöfen                  | 1903      | Geschützt nach § 2 DSchG  |    |
|      | Kapelle zur Unbefleckten Empfängnis Mariens | Höfen, Galmutshöfer Steige 4 (Karte) | 1856      | Geschützt nach § 2 DSchG  | BW |
|      | Schulhaus                                   | Höfen, Ulmer Straße 48 (Karte)       | 1896      | Geschützt nach § 2 DSchG  | BW |
|      | Bauernhof                                   | Höfen, Risshöfen 1, 1c (Karte)       | 1877      | Geschützt nach § 2 DSchG  | BW |